# Anthidium opacum
Anthidium opacum är en biart som beskrevs av Heinrich Friese 1904. Anthidium opacum ingår i släktet ullbin, och familjen buksamlarbin. Inga underarter finns listade i Catalogue of Life.